# Политис, Фотос
Фотос Политис (греч. Φώτος Πολίτης; 1890, Афины — 1934, там же) — греческий режиссёр, первый художественный руководитель Национального театра Греции (с 1932 года).

## Биография
Родился в семье греческого этнографа Космы Политиса. Учился на юридическом факультете Афинского университета, затем изучал право в Германии. После возвращением на родину был образованным театральным критиком в театре, которым сам управлял, одновременно писал стихи, а также сценарии для театральных постановок. Фотос Политис был активным поборником революции в греческом театральном искусстве, где в актёрском исполнении преобладали напыщенная декламация и искусственный пафос.
В 1919 году в возрасте 29 лет он адаптировал «Царя Эдипа» Эсхила, главную роль в своей пьесе Политис отдал Эмилию Веакису. В 1932 году он стал первым режиссёром Национального театра Греции, и с тех пор обращался с выдающимися именами в театральном сообществе и известными людьми того времени. Что касалось репертуара, то Политис был приверженцем классики, хранителем которой он оставался всю жизнь. Эту традицию продолжали следующие режиссёры Национального театра Ронитирс и Минотис.
В знак признания таланта и памяти великого греческого режиссёра основана Премия Фотоса Политиса, которой награждаются выдающиеся греческие режиссёры.